# Równina Inowrocławska
Równina Inowrocławska (315.55) – mezoregion fizycznogeograficzny w północno-środkowej Polsce, stanowiący północno-wschodnią część Pojezierza Wielkopolskiego. Region graniczy od północy i północnego wschodu z Kotliną Toruńską, od zachodu z Pojezierzem Gnieźnieńskim, od południa z Pojezierzem Kujawskim, a od południowego wschodu z Kotliną Płocką. Równina Inowrocławska leży w całości na obszarze województwa kujawsko-pomorskiego.
Mezoregion jest równiną o wysokości do 100 m n.p.m. o nielicznych małych jeziorach na północnym zachodzie. Charakterystyczną cechą regionu są stosunkowo niskie roczne opady (do 500 mm, czyli najniższe w Polsce). Równina Inowrocławska jest przede wszystkim regionem rolniczym o czarnych żyznych ziemiach pobagiennych (tzw. Czarne Kujawy). W podłożu regionu jest tzw. tektoniczny wał kujawski, gdzie występują wysady soli kamiennej (solanki Inowrocławia i Ciechocinka).
Głównymi ośrodkami miejskimi regionu są Inowrocław, Aleksandrów Kujawski i Gniewkowo, ponadto wsie Złotniki Kujawskie, Osięciny, Rojewo, Dąbrowa Biskupia, Zakrzewo, Koneck, Bądkowo i Dobre.